# Stazione di Villa d'Adige
La stazione di Villa d'Adige era una stazione ferroviaria posta sulla linea Verona-Rovigo. Serviva l'abitato di Villa d'Adige, frazione del comune di Badia Polesine.